# Halte Bareveld
Halte Bareveld (geografische afkorting Brv) is een spoorweghalte gelegen in de bebouwde kom van het dorp Wildervank in de gemeente Veendam. De halte was in gebruik van 1 augustus 1910 tot 17 mei 1953.  Sinds 2002 stoppen er weer treinen van de museumlijn STAR langs het perron waaruit de halte weer bestaat . Het ligt aan de spoorlijn Stadskanaal - Zuidbroek, aangelegd door de NOLS en tot 1938 in bezit van deze maatschappij. Daarna kwam de lijn in handen van NS. Sinds de jaren negentig is de lijn in handen van de STAR.
Het haltegebouw van het NOLS-type halte is in 1909 gebouwd en rond 1980 gesloopt. De halte ligt op het verhoogde talud van de brug over het Stadskanaal. In 1911 wordt er een tweede inhaalspoor aangelegd dat doorloopt over de brug. Na de beëindiging van het personenvervoer wordt dit spoor verwijderd. In 2007 laat de STAR een opstelspoor aanleggen dat eindigt vlak voor de brug. Het wordt beveiligd middels een ontspoorinrichting.
Bij de STAR speelt de halte een rol in een arrangement met de Snikke, een toeristische bootdienst uit Stadskanaal. Hier kunnen de passagiers die gebruikmaken van dit arrangement overstappen van of op dit schip voor de terugtocht.
Door de verdubbeling van de N33 tussen Assen en Zuidbroek werd het viaduct van de K.J. de Vriezestraat tussen 2013 en 2014 aangepast.

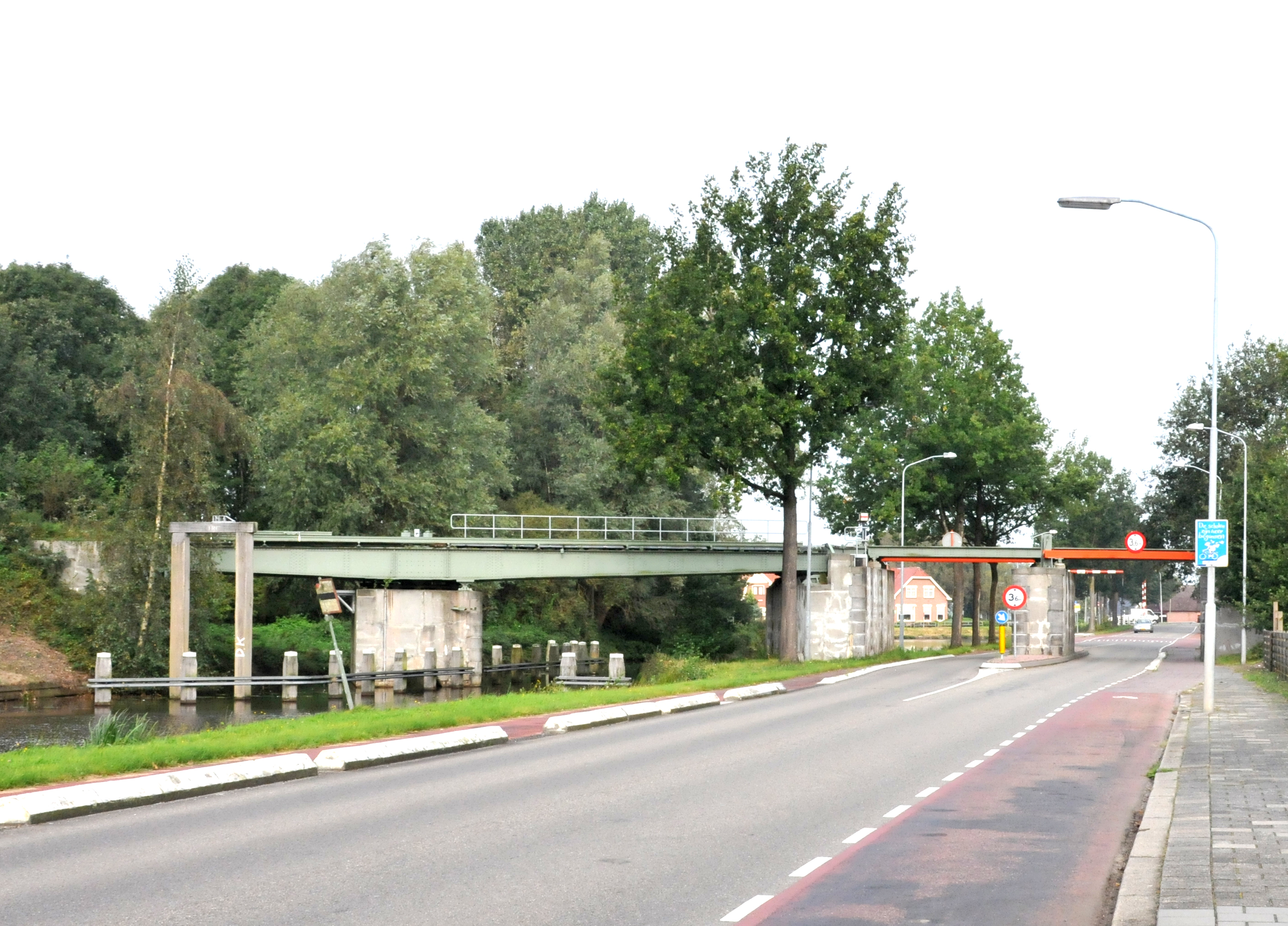
De spoorbrug bij Halte Bareveld, direct rechts op het talud ligt de halte
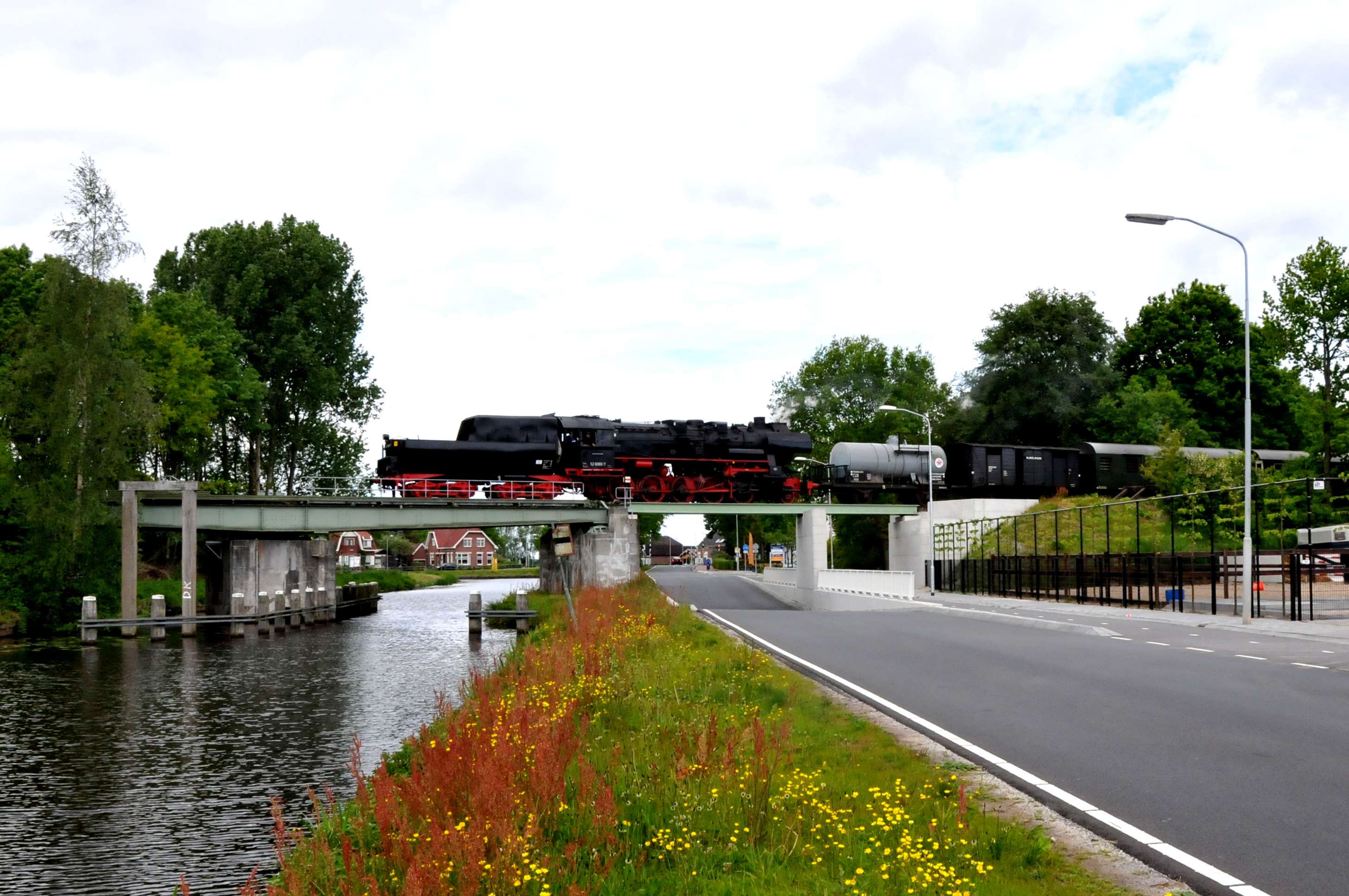
De spoorbrug bij Halte Bareveld, de verdiepe doorgang.

0: Stadskanaal ·
3: Stadskanaal Pekelderweg ·
6: Nieuwediep ·
9: Bareveld ·
12: Wildervank ·
15: Veendam ·
18: Meeden-Muntendam ·
22: Zuidbroek
Appingedam · 
Bad Nieuweschans ·
Baflo · 
Bedum · 
Delfzijl · 
-West · 
Eemshaven ·
Grijpskerk · 
Groningen · 
-Europapark ·
-Noord ·
Haren · 
Hoogezand-Sappemeer · 
Kropswolde · 
Loppersum · 
Martenshoek · 
Roodeschool · 
Sauwerd · 
Scheemda · 
Stedum · 
Uithuizen · 
Uithuizermeeden · 
Usquert · 
Veendam · 
Warffum · 
Winschoten · 
Winsum · 
Zuidbroek · 
Zuidhorn
Voormalige stations: zie de lijst van voormalige spoorwegstations in Groningen